# Янош Адер
Янош Адер (на унгарски: János Áder) е виден унгарски политик (председател на парламента) и адвокат.

## Биография
Адер е роден в римокатолическо семейство в малкия град Ксорна в окръг Дьор-Мошон-Шопрон, син на търговския помощник Янош Адер старши (1932 – 1980) и счетоводител Терезия Сабо (р. 1936), която работи за местната болница и се оттегля от там като заместник-директор по финансовите въпроси. Адер е израснал в родния си град и е завършил основното си образование там. От 1978 г. учи пет години право във Факултета по право и политически науки в Будапещенския университет. От 1986 до 1990 г. е научен сътрудник в Института за социологически изследвания на Унгарската академия на науките. Към края на 80-те години Адер се присъединява към зараждащата се по това време либерално-демократическа партия „Фидес“, служейки като правен експерт. Той става член на преговорите на кръглата маса на опозицията, които договарят края на еднопартийното управление в Унгария през 1989 г. Адер започва своята национална политическа кариера по време на този преход към демокрация, служейки като лидер на националните кампании на Фидес по време на парламентарните избори през 1990 и 1994 г. и като депутат от 1990 до 2009 г. По време на дванадесетгодишното си парламентарно време на работа Адер служи в различни ръководни роли. От 9 септември 1997 г. до 17 юни 1998 г. е заместник-председател на Народното събрание, а по време на първото правителство на Орбан (18 юни 1998 – 15 май 2002 г.) като председател на Народното събрание. След опозицията на Фидес след изборите през 2002 г., Адер оглавява съперничеството на събранията на Фидес.

## Политическа кариера
Бил е председател на Националното събрание на Унгария от 1998 до 2002 г. и заместник председател на Комисията за околна среда, обществено здраве и безопасност на храните на Европейския парламент от януари до май 2012 година. От 2012 до днес е президент.

## Семейство
От 1984 г. Адер е женен за Анита Херцег, която работи като съдия. Те имат три дъщери, Орсоля, Борбала, Жулия и син, Андраш.